# Phlebiopsis galochroa
Phlebiopsis galochroa är en svampart som först beskrevs av Giacopo Bresàdola, och fick sitt nu gällande namn av Hjortstam & Ryvarden 1980. Phlebiopsis galochroa ingår i släktet Phlebiopsis och familjen Phanerochaetaceae.   Inga underarter finns listade i Catalogue of Life.